# Kobileane, Kărdjali
Kobileane (în bulgară Кобиляне) este un sat în comuna Kărdjali, regiunea Kărdjali,  Bulgaria. 

## Demografie
Componența etnică a satului Kobileane
     Turci (93,52%)
     Nicio identificare (6,47%)
     Altele (0%)
La recensământul din 2011, populația satului Kobileane era de 278 locuitori. Din punct de vedere etnic, majoritatea locuitorilor (93,52%) erau turci. Pentru 6,47% din locuitori nu este cunoscută apartenența etnică.